# توماس فلمنج
توماس فلمنج (بالإنجليزية: Thomas Fleming)‏ هو صحفي الرأي أمريكي، ولد في 27 أبريل 1945.